# Glomeremus brevifalcatus
Glomeremus brevifalcatus är en insektsart som först beskrevs av Brunner von Wattenwyl 1888.  Glomeremus brevifalcatus ingår i släktet Glomeremus och familjen Gryllacrididae.

## Underarter
Arten delas in i följande underarter:
- G. b. carnapi
- G. b. brevifalcatus